# Otto Nilsson
Sven Otto Nilsson (* 26. Februar 1879 in Göteborg; † 10. November 1960 ebenda) war ein schwedischer Leichtathlet, der zu Beginn des 20. Jahrhunderts im Speerwurf erfolgreich war. Im Schatten von Erik Lemming stehend, gewann er nur zwei schwedische Meisterschaften im beidarmigen Werfen:
- 1901 (74,97 m)
- 1906 (82,62 m)

Er startete für den Örgryte IS.
Bei den IV. Olympischen Spielen 1908 in London, bei denen der Speerwurf erstmals auf dem Programm stand, gewann er hinter Erik Lemming (Gold mit 54,83 m) und dem Norweger Arne Halse (Silber mit 50,58 m) mit einer Leistung von 47,10 m die Bronzemedaille.
Auch an den V. Olympischen Spielen 1912 in Stockholm nahm er sowohl am ein- als auch am beidarmigen Speerwurf teil und erreichte die Plätze 10 (49,18 m; Siegesweite von Erik Lemming: 60,64 m) bzw. 8 (88,90 m; Siegesweite des Finnen Julius Saaristo: 109,42 m).